# Laserzsee
Der Laserzsee ist ein Bergsee in Osttirol. Er liegt neben der Karlsbader Hütte auf einer Höhe von 2253 m ü. A. im Laserzkessel in den Lienzer Dolomiten. Zwischen dem See und der Hütte befindet sich noch ein sehr kleines Gewässer, weshalb der Laserzsee vereinzelt auch als Großer Laserzsee, der kleinere dementsprechend als Kleiner Laserzsee bezeichnet wird.

## Sage
Eine Sage erzählt von einer Sennerin und ihrem Mann. Dessen Bruder war so eifersüchtig auf ihn, dass er ihn mit seinem Sennerstab erschlug. Nach dem Mord packte ihn das schlechte Gewissen, woraufhin der in die Berge floh und sich im Laserzsee ertränkte. Da seine Schuld aber ungesühnt war, trieb er fortan als Seegeist sein Unwesen, der die Menschen mit verschiedenen Plagen heimsuchte. Die Bauern der Gegend gaben der Sennerin die Schuld für den umgehenden Geist und verjagten sie von ihrer Alm. Nachdem sie einige Zeit im Wald gelebt hatte, verriet ihr ein Bauer, wie sie Erlösung finden könnte, dazu müsse sie den Sennerstab finden, mit dem ihr Mann erschlagen wurde. Auf der Suche erreichte sie schließlich den Laserzsee, an dessen Ufer sie nächtigte. Im Traum erschien ihr der Geist des Mörders, der ihr verriet, wo sie den Sennerstab finden würde, was ihn wiederum zur Ruhe kommen ließe. Sie fand den Stab, kehrte ins Dorf zurück und wurde von den Menschen wieder aufgenommen.